# Grande Cerco de Mazagão
O Cerco de Mazagão de 1562, também conhecido como o Grande Cerco de Mazagão foi um confronto armado ocorrido na actual cidade de El Jadida, então conhecida como Mazagão, entre as forças portuguesas e as da dinastia Sádida de Marrocos, que havia recentemente unificado Marrocos.
Os marroquinos não conseguiram romper as defesas da cidade e, diante dos contínuos reforços portugueses e da defesa animada da guarnição, viram-se obrigados a retirarem-se após um cerco de dois meses e meio. Foi um dos mais árduos cercos resistidos pelos portugueses em Mazagão, de um total de nove.

## Contexto
Os portugueses construíram uma cidadela no porto acessível de Mazagão no verão de 1514. Esta cidadela era um edifício rectangular com quatro torres, uma das quais era a antiga torre que já existia no local. Os arquitectos eram dois irmãos, Diogo e Francisco de Arruda. Nas décadas seguintes, os Sádidas subiram ao poder e começaram a expulsar os portugueses das suas fortalezas costeiras, sendo o evento mais significativo a conquista da fortaleza de Santa Cruz (actual Agadir) em 1541. Em resposta, o rei D. João III mandou evacuar as posições portuguesas em Azamor e Safim e concentrou-se em construir uma posição mais defensável em Mazagão. Como resultado, a fortificação portuguesa foi expandida para a maior fortaleza murada que vemos hoje, em 1541. O forte tinha 69 canhoneiras e um amplo fosso provido de eclusas que o mantinham cheio de água do mar durante a maré baixa.
Marrocos foi unificado por Maomé Xeque em 1549. O seu filho, Abdallah al-Ghalib, sucedeu-o em 1557 e, em 1559 começou a planear a conquista da bem-fortificada cidade portuguesa de Mazagão. Os preparativos continuaram ao longo dos anos de 1560 e 1561.
O governador português da fortaleza Álvaro de Carvalho encontrava-se então em Lisboa.  Suspeitando de um ataque iminente, o seu lugar-tenente Rui de Sousa de Carvalho despachou um espião para Fez e este confirmou os rumores sobre os preparativos do sultão. O Sousa de Carvalho despachou então um navio com um pedido de socorro para Portugal, então governado pela regente Dona Catarina, dando a saber sobre o cerco iminente e que a guarnição da cidade e os residentes não seriam capazes de resistir sem ajuda.

## Cerco
O primeiro dos comandantes dos sultões a chegar com um contingente de tropas foi o alcaide de Azamor, que assentou o seu arraial a meia légua de Mazagão a 18 de fevereiro de 1562 e entrou em contacto com o Sousa de Carvalho por via de um alfaqueque (negociador de cativos) que o sultão chegaria em breve sobre fortaleza; Carvalho enviou uma resposta na qual lhe pedia "que viesse muito em boa hora que aqui o estava esperando nesta fortaleza com muitos marmelos e peros e romãs e outras frutas".
Em Portugal, a rainha regente Dona Catarina ponderava abandonar Mazagão. A chegada da notícia do cerco de Mazagão provocou uma onda de sentimento patriótico em Portugal e antes que Dona Catarina tivesse tomado qualquer decisão quanto à fortaleza, um grande número de voluntários, entre fidalgos, plebeus e clérigos armaram-se e zarparam voluntariamente em auxílio da cidade sitiada. Algumas câmaras municipais da região do Algarve, como Tavira, pagaram a passagem para Marrocos, ao passo que os cidadãos forneciam navios seus para o efeito. 100 voluntários partiram de Lagos e os pescadores de Lagos, Tavira e Faro forneceram mais 40 voluntários.

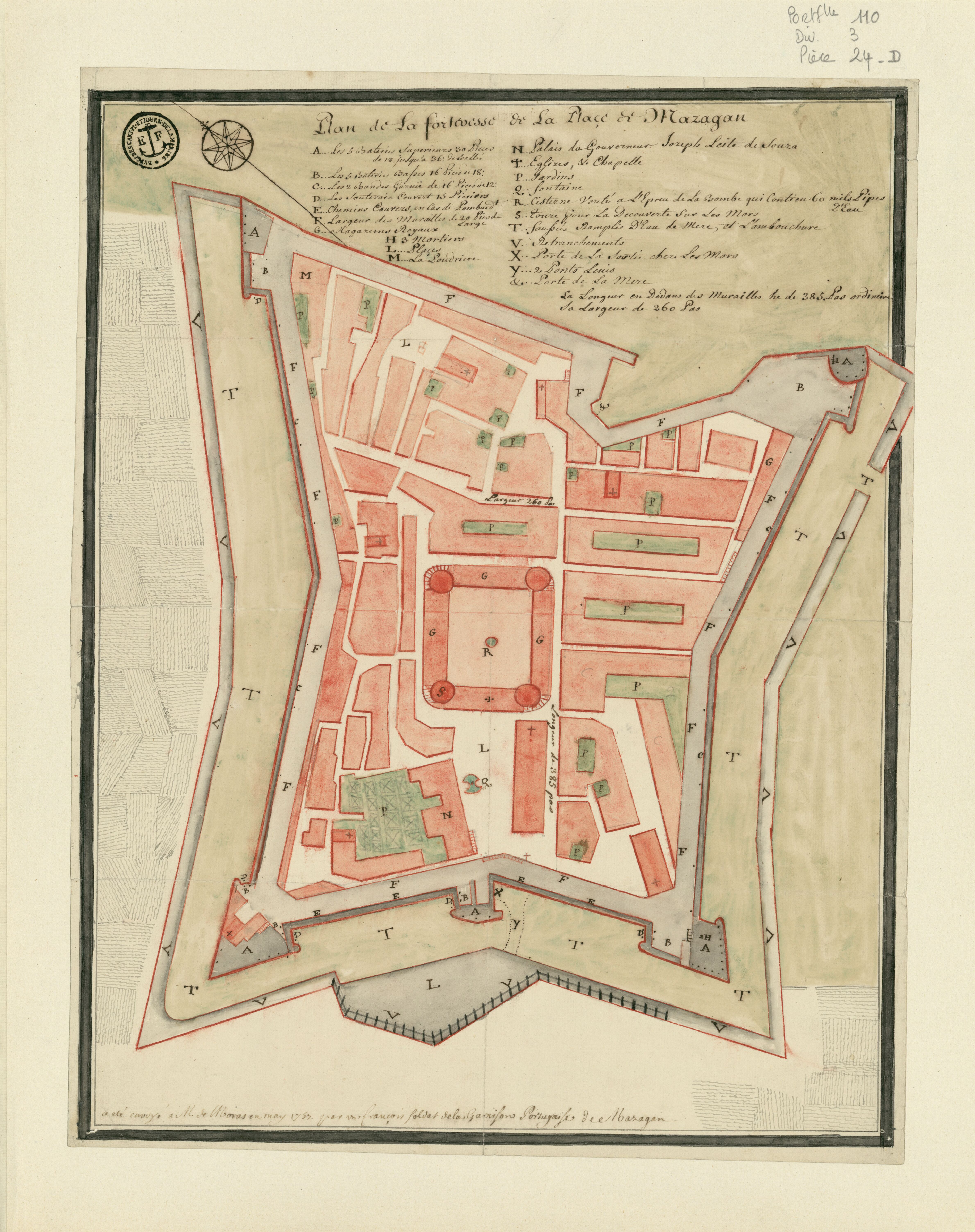
Planta da fortaleza de Mazagão.

O príncipe-herdeiro de Marrocos, Abu Abdallah Mohammed II Saadi ("Muley Hamet" em português) chegou a 4 de março com o grosso do seu exército, que segundo estimativas portuguesas ultrapassava os 100.000 homens.
Os marroquinos começaram por cavar uma trincheira na direção da fortaleza, e quando estavam a 400 passos de distância ergueram um baluarte de terra de onde poderiam bombardear o baluarte do Santo Espírito. Uma trincheira também foi cavada em torno da fortaleza do lado da terra.
A 24 de março, o capitão Álvaro de Carvalho chegou a Mazagan com uma força de socorro que incluía 600 fidalgos bem equipados. Uma força de socorro de 1565 voluntários financiou com suas próprias despesas a viagem para Mazagão, onde chegaram no dia 26 após seis dias de viagem de Lisboa, trazendo abundantes víveres e abastecimentos.
O trabalho continuou todas as noites: alguns homens vigiavam as muralhas devido ao perigo de escaladas, outros prestavam atenção ao ruído debaixo do solo, que indicaria a aproximação de uma mina marroquina; outros cuidavam dos doentes e feridos, preparavam os víveres ou consertavam os buracos abertos pela artilharia marroquina. Não obstante o stress e o perigo, a moral manteve-se em alta.
2.000 homens enviados pela regente desembarcaram na fortaleza pouco antes do primeiro assalto dos muçulmanos a 24 de abril.

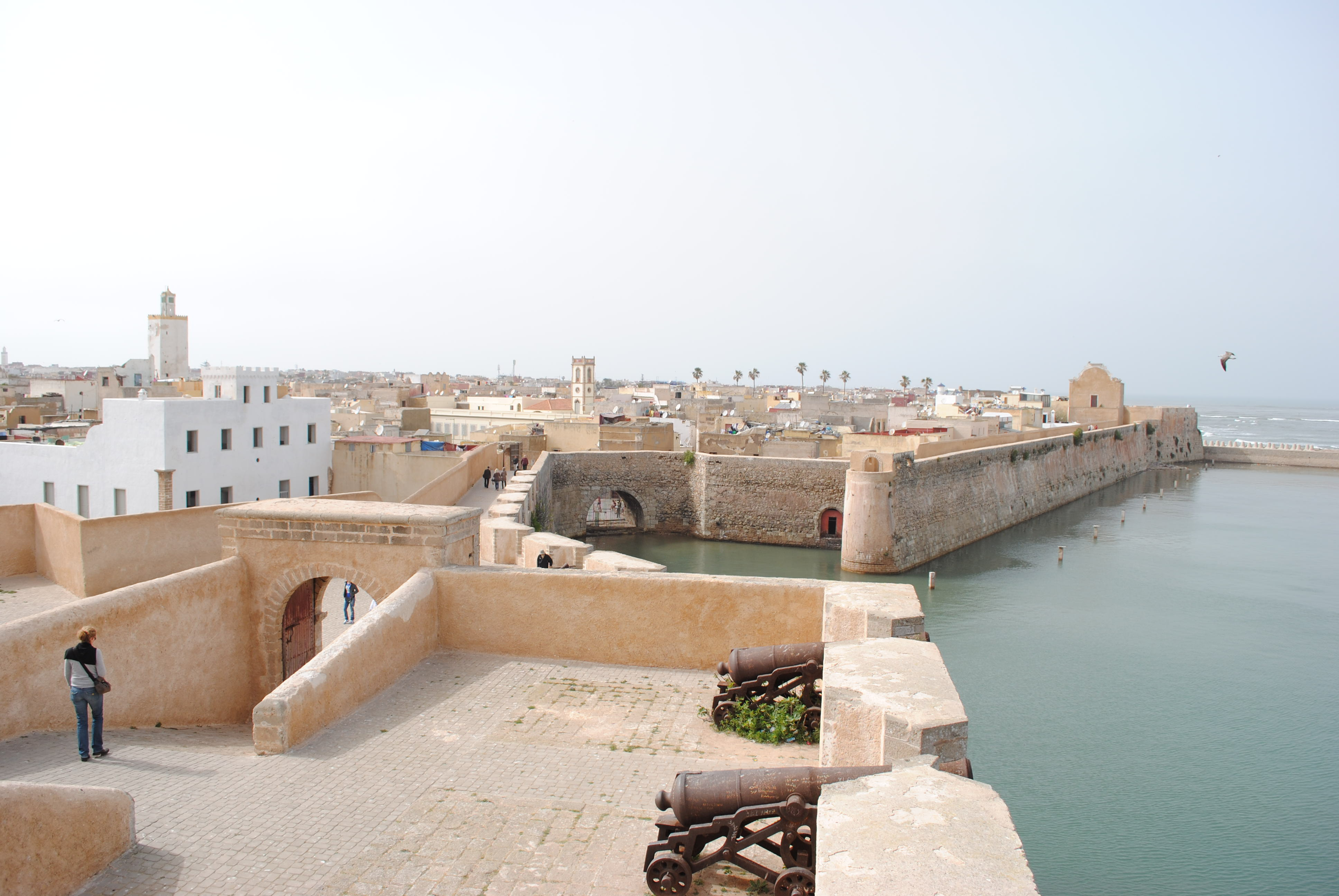
Vista da Porta do Mar de Mazagão.

Os reforços para a cidade incluíram o célebre engenheiro português Isidoro de Almeida, que supervisionou as operações de contra-minagem, ao lado do engenheiro Francisco da Silva.
A 30 de abril, um reforço de 250 soldados desembarcou pouco antes de os marroquinos lançarem um segundo ataque em massa, que também foi rechaçado.
Os combates continaram até 1 de maio. Não vendo meios de vencer a resistência portuguesa, a 5 de maio o príncipe-herdeiro bateu em retirada com o seu exército, desmoralizado e falho de munições.

## Consequências
Agostinho Gavy de Mendonça, um morador de Mazagão que mais tarde escreveu uma crónica do cerco, contabilizou 3.000 pessoas no forte no final do cerco. Relatou também que a cisterna continha 5.500 toneladas de água no início do cerco, e no final havia perdido apenas mil toneladas de água, apesar da água ter sido sempre distribuída liberalmente.

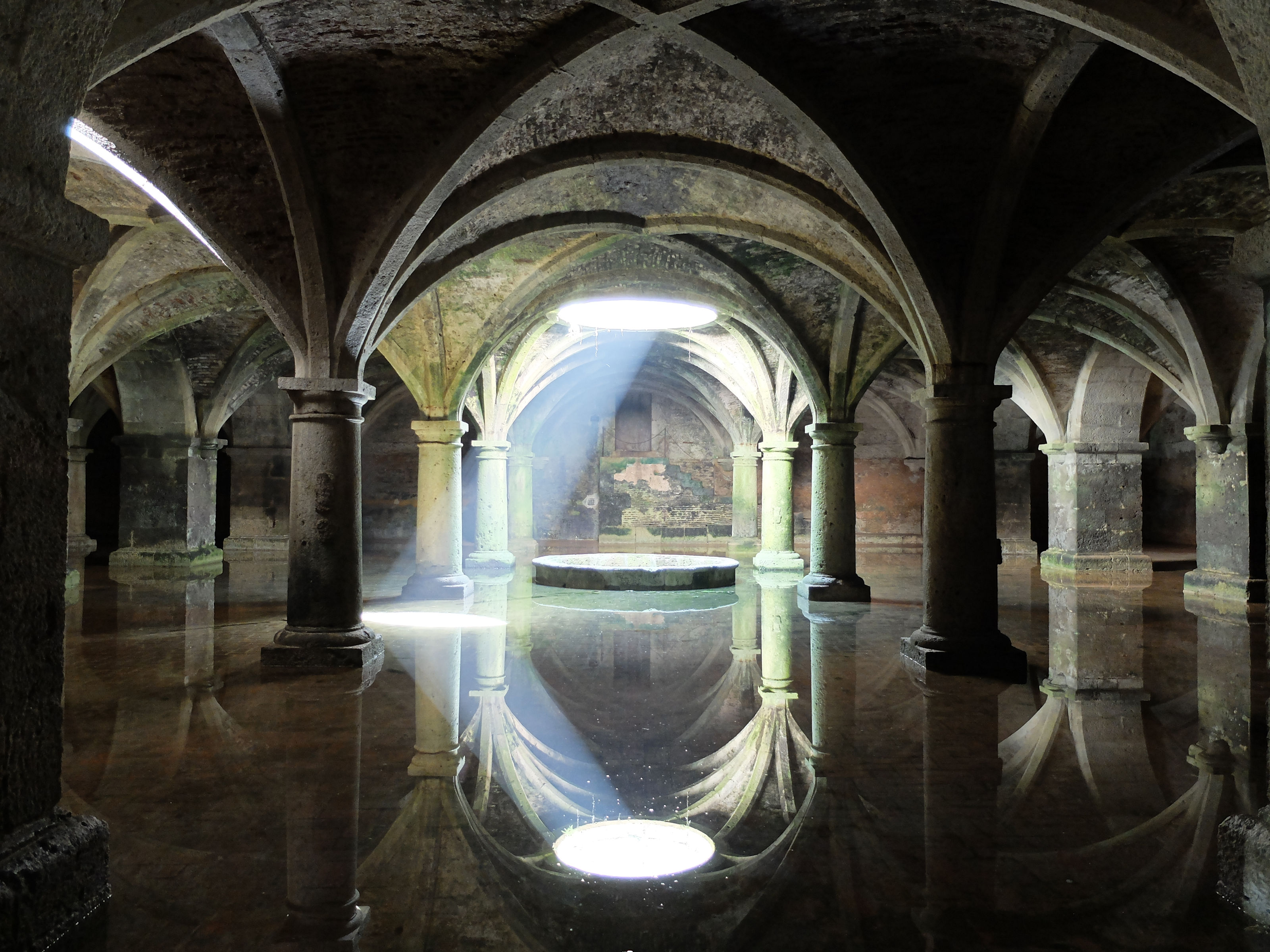
A cisterna portuguesa de Mazagão.

Ao todo, nada menos que 20.000 homens foram mobilizados para ajudar a guarnição.
Apesar de ter resistido ao cerco de 1562, a cidade manteve-se em estado de guerra constante com os marroquinos.

## Referencências
1. 1 2  Fernando Pessanha: As Guarnições Militares nas Praças Portuguesas da Região da
Duquela, no Algarve Dalém Mar, Universidade do Algarve, Faro, 2012, p.67.
2. ↑  Agostinho de Gavy de Mendonça: História do Cerco de Mazagão, Impresso na Typ. do commercio de Portugal, 1890, p.41.
3. 1 2 3  1562 – O Triunfo Português no Grande Cerco a Mazagão in Barlavento
4. 1 2 3  J. Semedo de Matos: Cidade Portuguesa de Mazagão: Património Mundial em 2004 in Revista da Armada, December 2004, p.19.
5. 1 2 3 4 5  Colin, G.S.; Cenival, P. de (1960–2007). "al-D̲j̲adīda". In Bearman, P.; Bianquis, Th.; Bosworth, C.E.; van Donzel, E.; Heinrichs, W.P. (eds.). Encyclopaedia of Islam, Second Edition. Brill. ISBN 9789004161214.
6. 1 2  Fortaleza de Mazagão, Marrocos, Doukkala-Abda, El Jadida, El Jadida in monumentos.gov.pt
7. ↑  João Gallego, José Joaquim Gomes de Brito: Descripção e roteiro das possessões portuguezas do continente da Africa e da Asia no XVI seculo, Imprensa Nacional, 1894, p. 94.
8. ↑  Gonçalo Feio: p.121.
9. ↑  Ignacio da Costa Quintella: Annaes da Marinha Portugueza, Typographia da Academia Real das Sciencias, 1839, p.495.
10. ↑  Mendonça, 1890, p. 43.
11. ↑  Quintella, 1839, p. 496.
12. 1 2 3 4  Comer Plummer: Siege of Mazagan, 1562 at militaryhistoryonline.com
13. 1 2  Quintella, 1839, p. 497.